# 3 000 meter för herrar vid inomhusvärldsmästerskapen i friidrott 2022
Herrarnas 3 000 meter vid inomhusvärldsmästerskapen i friidrott 2022 hölls den 18 och 20 mars 2022 på Štark arena i Belgrad i Serbien. 34 tävlande från 25 nationer deltog. 15 tävlande gick vidare från försöksheaten till finalen.
Selemon Barega från Etiopien vann guldet på tiden 7.41,38. Silvermedaljen togs av Baregas landsman Lamecha Girma på tiden 7.41,63 och bronset gick till brittiska Marc Scott på säsongsbästa 7.42,02.

## Resultat

### Försöksheat
Kvalificeringsregler: De fyra första i varje heat 0Q0 samt de 3 snabbaste tiderna 0q0 gick vidare till finalen.
Försöksheaten startade den 18 mars klockan 13:25.
| Placering | Heat | Namn                  | Nationalitet   | Tid     | Noteringar |
| --------- | ---- | --------------------- | -------------- | ------- | ---------- |
| 1         | 1    | Lamecha Girma         | Etiopien       | 7.46,21 | 0Q0        |
| 2         | 1    | Jacob Krop            | Kenya          | 7.46,43 | 0Q0        |
| 3         | 1    | Zouhair Talbi         | Marocko        | 7.48,03 | 0Q0        |
| 4         | 1    | Dillon Maggard        | USA            | 7.48,58 | 0Q0        |
| 5         | 1    | Jonas Raess           | Schweiz        | 7.49,31 | 0q0        |
| 6         | 1    | Baldvin Magnússon     | Island         | 7.49,34 | 0q0        |
| 7         | 2    | Selemon Barega        | Etiopien       | 7.51,42 | 0Q0        |
| 8         | 2    | George Beamish        | Nya Zeeland    | 7.51,71 | 0Q0        |
| 9         | 1    | Michael Somers        | Belgien        | 7.51,89 | 0q0        |
| 10        | 2    | Matthew Ramsden       | Australien     | 7.52,04 | 0Q0, 0SB0  |
| 11        | 2    | Adel Mechaal          | Spanien        | 7.52,27 | 0Q0        |
| 12        | 2    | Hicham Akankam        | Marocko        | 7.52,38 |            |
| 13        | 2    | Elzan Bibić           | Serbien        | 7.52,78 |            |
| 14        | 3    | Marc Scott            | Storbritannien | 7.54,90 | 0Q0        |
| 15        | 3    | Daniel Ebenyo         | Kenya          | 7.54,97 | 0Q0        |
| 16        | 3    | Isaac Kimeli          | Belgien        | 7.55,75 | 0Q0        |
| 17        | 2    | Sam Parsons           | Tyskland       | 7.55,97 |            |
| 18        | 3    | Maximilian Thorwirth  | Tyskland       | 7.56,20 | 0Q0        |
| 19        | 2    | Tim Verbaandert       | Nederländerna  | 7.56,61 |            |
| 20        | 3    | Ossama Meslek         | Italien        | 7.57,24 |            |
| 21        | 1    | John Gay              | Kanada         | 7.57,56 |            |
| 22        | 2    | Ahmed Jaziri          | Tunisien       | 7.58,44 |            |
| 23        | 3    | Berihu Aregawi        | Etiopien       | 7.58,59 |            |
| 24        | 2    | Yassin Bouih          | Italien        | 7.58,63 |            |
| 25        | 1    | Nursultan Keneshbekov | Kirgizistan    | 7.59,39 |            |
| 26        | 1    | Joel Ibler Lillesø    | Danmark        | 8.00,07 |            |
| 27        | 2    | Ehab El-Sandali       | Kanada         | 8.00,64 |            |
| 28        | 3    | Jordan Gusman         | Malta          | 8.02,13 |            |
| 29        | 3    | Mohamad Al-Garni      | Qatar          | 8.02,86 |            |
| 30        | 3    | Darragh McElhinney    | Irland         | 8.06,31 |            |
| 31        | 3    | Adriaan Wildschutt    | Sydafrika      | 8.09,24 |            |
| 32        | 1    | Jamaine Coleman       | Storbritannien | 8.12,76 |            |
| 33        | 3    | Fernando Martínez     | Mexiko         | 8.15,58 |            |
| 34        | 2    | Ali Moussa Barak      | Tchad          | 0DNF0   | 0DNF0      |

### Final
Finalen startade den 20 mars klockan 12:10.
| Placering | Namn                 | Nationalitet   | Tid     | Noteringar |
| --------- | -------------------- | -------------- | ------- | ---------- |
| 1         | Selemon Barega       | Etiopien       | 7.41,38 |            |
| 2         | Lamecha Girma        | Etiopien       | 7.41,63 |            |
| 3         | Marc Scott           | Storbritannien | 7.42,02 | 0SB0       |
| 4         | Daniel Ebenyo        | Kenya          | 7.42,97 |            |
| 5         | Jacob Krop           | Kenya          | 7.43,26 |            |
| 6         | Zouhair Talbi        | Marocko        | 7.43,45 |            |
| 7         | Adel Mechaal         | Spanien        | 7.43,60 |            |
| 8         | Maximilian Thorwirth | Tyskland       | 7.45,87 |            |
| 9         | Dillon Maggard       | USA            | 7.46,18 | 0PB0       |
| 10        | George Beamish       | Nya Zeeland    | 7.46,91 |            |
| 11        | Jonas Raess          | Schweiz        | 7.47,28 |            |
| 12        | Matthew Ramsden      | Australien     | 7.49,82 | 0SB0       |
| 13        | Michael Somers       | Belgien        | 7.51,65 |            |
| 14        | Baldvin Magnússon    | Island         | 8.04,77 |            |
| 15        | Isaac Kimeli         | Belgien        | 0DNS0   | 0DNS0      |